# Vuelta a España 2005

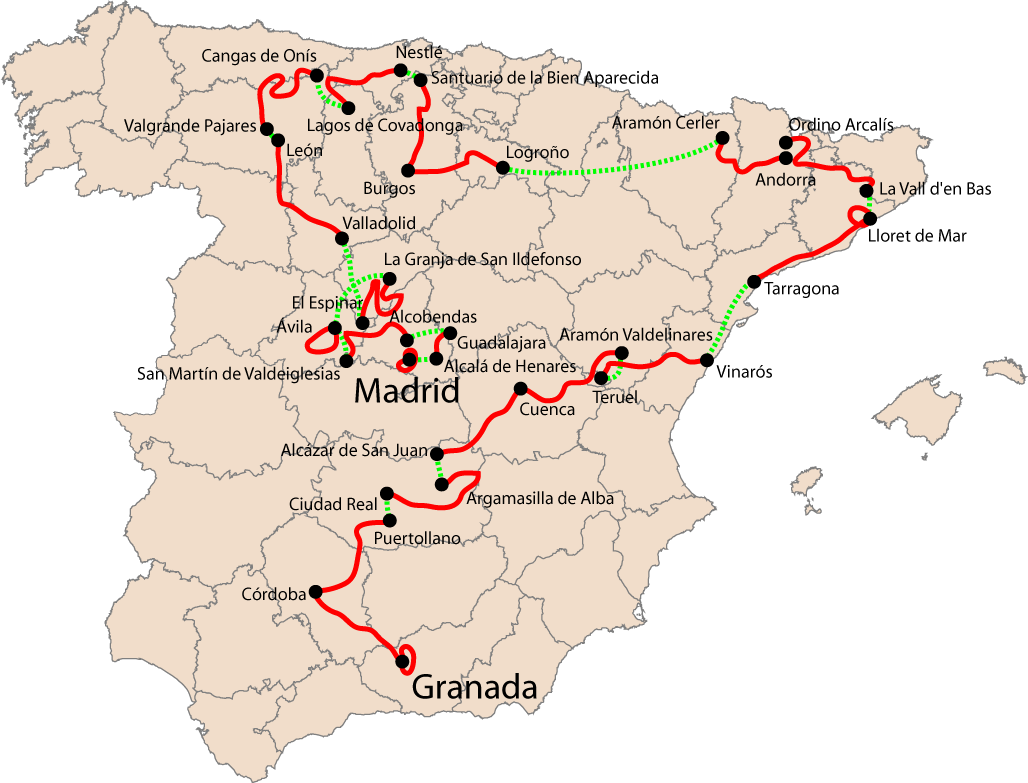
Överblick över etapperna i Spanien runt 2005.

Vuelta a España 2005, Spanien runt 2005, cyklades 27 augusti–18 september 2005. 2005 års tävlingssträcka var cirka 3 239 kilometer. Roberto Heras, Spanien var den som hade den snabbaste tiden när cyklisterna gick i mål men han diskvalificerades för dopning (EPO) efter tävlingen och segern gick istället till Denis Mensjov, Ryssland. 2012 beslutade Spaniens högsta domstol att Heras skulle få tillbaka segern eftersom blodproverna hanterats felaktigt.

## Slutställning
| Plats | Person                | Land     | Lag                                | Tid      |
| 1     | Roberto Heras         | Spanien  | Liberty Seguros-Würth Team         | 86.34.04 |
| 2     | Denis Mensjov         | Ryssland | Rabobank                           | 00.04.36 |
| 3     | Carlos Sastre         | Spanien  | Team CSC                           | 00.04.54 |
| 4     | Francisco Mancebo     | Spanien  | Illes Balears                      | 00.05.58 |
| 5     | Carlos Garcia Quesada | Spanien  | Comunidad Valenciana               | 00.08.06 |
| 6     | Rubén Plaza           | Spanien  | Comunidad Valenciana               | 00.11.36 |
| 7     | Óscar Sevilla         | Spanien  | T-Mobile Team                      | 00.13.22 |
| 8     | Tom Danielson         | USA      | Discovery Channel Pro Cycling Team | 00.16.38 |
| 9     | Mauricio Ardila       | Colombia | Davitamon-Lotto                    | 00.18.15 |
| 10    | Juan Miguel Mercado   | Spanien  | Quick Step                         | 00.18.31 |

## Etapperna
- 27 augusti – Etapp 1/Prolog, individuellt tempolopp, Granada 9 km
  - 1. Denis Mensjov, Ryssland
  - 2. Rik Verbrugghe, Belgien +0.01
  - 3. Bradley McGee, Australien +0.03
- 28 augusti – Etapp 2, Granada – Córdoba 188 km
  - 1. Leonardo Bertagnolli, Italien
  - 2. Bradley McGee, Australien s.t.
  - 3. Juan Antonio Flecha, Spanien s.t.
    - Sammanlagt:

  - 1. Bradley McGee, Australien
  - 2. Leonardo Bertagnolli, Italien +0.22
  - 3. Juan Antonio Flecha, Spanien +0.31
- 29 augusti – Etapp 3, Córdoba – Puerto Llano 150 km
  - 1. Alessandro Petacchi, Italien
  - 2. Erik Zabel, Tyskland s.t.
  - 3. Tom Boonen, Belgien s.t.
    - Sammanlagt:

  - 1. Bradley McGee, Australien
  - 2. Leonardo Bertagnolli, Italien +0.32
  - 3. Juan Antonio Flecha, Spanien +0.39
- 30 augusti – Etapp 4, Ciudad Real – Argamasilla de Alba 220 km
  - 1. Alessandro Petacchi, Italien
  - 2. Thor Hushovd, Norge s.t.
  - 3. Erik Zabel, Tyskland s.t.
    - Sammanlagt:

  - 1. Bradley McGee, Australien
  - 2. Leonardo Bertagnolli, Italien +0.32
  - 3. Juan Antonio Flecha, Spanien +0.39
- 31 augusti – Etapp 5, Alcázar de San Juan – Cuenca 175 km
  - 1. Thor Hushovd, Norge
  - 2. Miguel Angel Martin Perdiguero, Spanien s.t.
  - 3. Josep Jufré, Spanien s.t.
    - Sammanlagt:

  - 1. Bradley McGee, Australien
  - 2. Leonardo Bertagnolli, Spanien +0.32
  - 3. Joaquím Rodríguez, Spanien +0.41
- 1 september – Etapp 6, Cuenca – skidorten Valdelinares 205 km
  - 1. Roberto Heras, Spanien
  - 2. Denis , Ryssland +0.13
  - 3. David Blanco, Spanien +0.28
    - Sammanlagt:

  - 1. Roberto Heras, Spanien
  - 2. Denis Mensjov, Ryssland +0.06
  - 3. Carlos Sastre, Spanien +1.01
- 2 september – Etapp 7, Teruel – Vinaròz 210 km
  - 1. Max van Heeswijk, Nederländerna
  - 2. Erik Zabel, Tyskland s.t.
  - 3. Alberto Ongarato, Italien s.t.
    - Sammanlagt:

  - 1. Roberto Heras, Spanien
  - 2. Denis Mensjov, Ryssland +0.12
  - 3. Carlos Sastre, Spanien +1.07
- 3 september – Etapp 8, Tarragona – Lloret de Mar 180 km
  - 1. Alessandro Petacchi, Italien
  - 2. Thor Hushovd, Norge s.t.
  - 3. Paolo Bettini, Italien s.t.
    - Sammanlagt:

  - 1. Roberto Heras, Spanien
  - 2. Denis Mensjov, Ryssland +0.12
  - 3. Carlos Sastre, Spanien +1.07
- 4 september – Etapp 9, Individuellt tempolopp Barcelona – Camp Nou 35 km
  - 1. Denis Mensjov, Ryssland
  - 2. Rubén Plaza, Spanien +0.09
  - 3. Francisco Mancebo, Spanien +0.39
    - Sammanlagt:

  - 1. Denis Mensjov, Ryssland
  - 2. Roberto Heras, Spanien +0.47
  - 3. Carlos Sastre, Spanien +1.36
- 5 september – Etapp 10, Vall d’en Bas (Girona) – skidorten Ordino-Arcalís (Andorra) 195 km
  - 1. Francisco Mancebo, Spanien
  - 2. Roberto Heras, Spanien s.t.
  - 3. Denis Mensjov, Ryssland s.t.
    - Sammanlagt:

  - 1. Denis Mensjov, Ryssland
  - 2. Roberto Heras, Spanien +0.47
  - 3. Francisco Mancebo, Spanien +1.53
- 6 september – Etapp 11, Andorra – skidorten Aramón Cerler 187 km
  - 1. Roberto Laiseka, Spanien
  - 2. Carlos Sastre, Spanien +0.15
  - 3. Roberto Heras, Spanien s.t.
    - Sammanlagt:

  - 1. Denis Mensjov, Ryssland
  - 2. Roberto Heras, Spanien +0.47
  - 3. Francisco Mancebo, Spanien +1.53
- 7 september - Vilodag
- 8 september – Etapp 12, Logroño – Burgos 145 km
  - 1. Alessandro Petacchi, Italien
  - 2. Erik Zabel, Tyskland s.t.
  - 3. Marco Zanotti, Italien s.t.
    - Sammanlagt:

  - 1. Denis Mensjov, Ryssland
  - 2. Roberto Heras, Spanien +0.47
  - 3. Francisco Mancebo, Spanien +1.53
- 9 september – Etapp 13, Burgos – Ampuero 170 km
  - 1. Samuel Sanchez, Spanien
  - 2. Oscar Pereiro, Spanien +0.04
  - 3. Mauricio Ardila, Colombia +0.08
    - Sammanlagt:

  - 1. Denis Mensjov, Ryssland
  - 2. Roberto Heras, Spanien +0.47
  - 3. Francisco Mancebo, Spanien +1.53
- 10 september – Etapp 14, La Penilla – Lagos de Covadonga 170 km
  - 1. Eladio Jimenez, Spanien
  - 2. Iñigo Cuesta, Spanien +1.20
  - 3. Gilberto Simoni, Italien +1.32
    - Sammanlagt:

  - 1. Denis Mensjov, Ryssland
  - 2. Roberto Heras, Spanien +0.47
  - 3. Carlos Sastre, Spanien +1.50
- 11 september – Etapp 15, Cangas de Onís – skidorten Valgrande/Pajares 190 km
  - 1. Roberto Heras, Spanien
  - 2. Samuel Sanchez, Spanien +0.32
  - 3. Javier Pascual Rodriguez, Spanien +0.46
    - Sammanlagt:

  - 1. Roberto Heras, Spanien
  - 2. Denis Mensjov, Ryssland +4.30
  - 3. Carlos Sastre, Spanien +4.50
- 12 september - Vilodag
- 13 september – Etapp 16, León – Valladolid 150 km
  - 1. Paolo Bettini, Italien
  - 2. Alessandro Petacchi, Italien s.t.
  - 3. Miguel Angel Martin Perdiguero, Spanien s.t.
    - Sammanlagt:

  - 1. Roberto Heras, Spanien
  - 2. Denis Mensjov, Ryssland +4.30
  - 3. Carlos Sastre, Spanien +4.50
- 14 september – Etapp 17, El Espinar – La Granja de San Ildefonso 160 km
  - 1. Carlos Garcia Quesada, Spanien
  - 2. Francisco Mancebo, Spanien +0.46
  - 3. Santos González, Spanien +0.48
    - Sammanlagt:

  - 1. Roberto Heras, Spanien
  - 2. Denis Mensjov, Ryssland +4.30
  - 3. Carlos Sastre, Spanien +4.50
- 15 september – Etapp 18, Ávila – Ávila 180 km
  - 1. Nicki Sørensen, Danmark
  - 2. Javier Pascual Rodriguez, Spanien s.t.
  - 3. Vicente Garcia Acosta, Spanien +0.22
    - Sammanlagt:

  - 1. Roberto Heras, Spanien
  - 2. Denis Mensjov, Ryssland +4.30
  - 3. Carlos Sastre, Spanien +4.50
- 16 september – Etapp 19, San Martín de Valdeiglesias – Alcobendas 140 km
  - 1. Heinrich Haussler, Australien
  - 2. Martin Elmiger, Schweiz s.t.
  - 3. David Latasa, Spanien s.t.
    - Sammanlagt:

  - 1. Roberto Heras, Spanien
  - 2. Denis Mensjov, Ryssland +4.30
  - 3. Carlos Sastre, Spanien +4.50
- 17 september – Etapp 20, Individuellt tempolopp Guadalajara – Alcalá de Henares 40 km
  - 1. Rubén Plaza, Spanien
  - 2. Roberto Heras, Spanien s.t.
  - 3. Carlos Sastre, Spanien +0.04
    - Sammanlagt:

  - 1. Roberto Heras, Spanien
  - 2. Denis Mensjov, Ryssland +4.36
  - 3. Carlos Sastre, Spanien +4.54
- 18 september – Etapp 21, Madrid – Madrid 140 km
  - 1. Alessandro Petacchi, Italien
  - 2. Erik Zabel, Tyskland s.t.
  - 3. Heinrich Haussler, Australien s.t.
- Totalt:
  -  Roberto Heras, Spanien
- Poängtävlingen:
  -  Alessandro Petacchi, Italien
- Bergspristävlingen:
  -  Joaquím Rodríguez, Spanien
- Kombinationstävlingen:
  -  Roberto Heras, Spanien
- Lagtävlingen:
  - Comunidad Valenciana, Spanien

## Kuriosa
Den avslutande etappen genomfördes på samma sträcka som en vecka senare användes för 2005 års VM.